# Horace Sébastiani
Horace François Bastien Sébastiani comte de La Porta et de l'Empire (født 17. november 1772 i La Porta (nu Haute-Corse), død 20. juli 1851 i Paris) var en fransk officer og statsmand. Han var broder til Tiburce Sébastiani.
Bortjaget fra Korsika søgte Sébastiani til Frankrig, hvor han i 1792 tog ansættelse som underofficer i hæren. Han udmærkede sig i Frankrigs datidige mange krige, bl.a. i slaget ved Marengo 1800, og avancerede gennem alle grader, indtil han efter slaget ved Austerlitz 1805, i hvilket han blev såret, udnævntes til divisionsgeneral. Samme år modtog han posten som gesandt i Konstantinopel, hvor han udfoldede en betydelig diplomatisk og militær virksomhed. 1807 kaldtes han tilbage, fik grevetitlen og ansattes på ny i den franske hær, i hvis rækker han udmærkede sig 1812 og 1813. Under restaurationen sluttede han sig til Ludvig XVIII, men vendte tilbage til Napoleon, så snart denne satte sin fod i land ved Cannes efter det korte ophold på Elba. Sébastiani deltog i slaget ved Waterloo, efter hvilket han søgte tilflugt i England indtil 1816, da han atter begav sig til Frankrig og modtog valg til Deputeretkammeret. I spidsen for Venstrepartiet kæmpede han ivrigt for at få hertugen af Orléans på tronen. Senere virkede han først som marineminister i 1830, derefter som udenrigsminister fra 1830 til 1832, indtil han 1833 udnævntes til Ministre d'Etat uden porteføjle. Endelig virkede han som gesandt, dels i Neapel, dels i London. 